# Устье (приток Вилии)
Устье (укр. Устя, Хотень) — река на Украине, протекает по территории Шепетовского района Хмельницкой области. Правый приток Вилии (бассейн Днепра).
Длина реки — 18 км. Площадь водосборного бассейна — 135 км2. Уклон реки — 1,1 м/км. Скорость течения — 0,2 м/с. Долина корытообразная террасированная, шириной 0,1-0,8 км, в средней части и низовьях построена мелиоративная система «Устье». Пойма в верховье в основном заболочена, шириной 30—70 м. Русло извилистое, шириной до 2 м, глубиной 0,5—1,0 м. Используется для технического, сельскохозяйственного и бытового водоснабжения.
Вытекает из источников вблизи заповедного урочища «Круглик» возле села Плужное на Подольской возвышенности. Течёт в западном и северо-западном направлении и впадает в реку Вилию на границе с Ровненским районом Ровненской области.
Питание преимущественно снеговое и дождевое, частично из источников. Ледостав с середины декабря до начала марта. Имеет 12 притоков общей протяжённостью 35 км. Главный приток (левый) — река Гутиска длиной 13 км.
На реке расположены сёла Плужное, Хотень Первый, Хотень Второй, Дертка, Каменка.
Через реку Устье построено несколько автомобильных мостов:
- в селе Плужное на автодороге Плужное — Нетешин — железобетонный мост
- в селе Плужное на автодороге Каменка — Плужное — Изяслав — железобетонный мост, построенный в 1930-х годах
- в сёлах Хотень Первый и Хотень Второй — два железобетонных моста
- в селе Дертка — железобетонный 30-тонный мост
- в селе Каменка — железобетонный 20-тонный мост